# فارمرسیتی (ایلینوی)
فارمرسیتی، ایلینوی (به انگلیسی: Farmer City, Illinois) یک شهر در ایالات متحده آمریکا با جمعیت ۲٬۰۳۷ نفر است که در ایلی‌نوی واقع شده‌است.

## موقعیت جغرافیایی
موقعیت جغرافیایی شهرها و مناطق اطراف به شرح زیر است: